# 怀安县 (福建)
怀安县，中国古县名，历史上辖境大致为现今的福建省福州市区和闽侯县的一部分。明代辖10乡25都。

## 建制沿革
怀安县建置于宋太平兴国六年（981年），析闽县9乡置，隶属福州，以后长期隶属于福州路、府。明洪武十三年（1379年），懷安縣與閩縣、侯官縣同為福州府城的附郭縣，懷安縣治以晉代子城的內河與福州府城的北段城牆為界。直到万历八年（1580年），怀安县并入侯官县，怀安县建置从此取消。自宋咸平二年（999年）起至明洪武十三年（1379年），怀安县治在石岊（今福州南台岛淮安村）。